# Aeroportul Srednekolymsk
Aeroportul Srednekolymsk (IATA: SEK, ICAO: UESK) este un aeroport din Iacutia, Rusia ce deservește zona Srednekolîmsk⁠(d). Aeroportul a fost tranzitat în 2017 de 21.468 de pasageri. A fost numit după zona deservită.
aeroportul dispune de o singură pistă.